# 중화인민공화국 최고인민검찰원

최고인민검찰원의 휘장

최고인민검찰원(중국어 간체자: 最高人民检察院, 정체자: 最高人民檢察院, 병음: Zuìgāo Rénmín Jiǎncháyuàn)은 중화인민공화국의 최고 검찰 기관(검찰)이다.
중국의 검찰청은 최고인민검찰원, 고급인민검찰원, 중급인민검찰원, 기초인민검찰원의 4개 등급의 인민 검찰원이 있다. 최고인민검찰원의 원장(검찰원장), 부원장, 및 검사는 입법 기관인 전국인민대표대회에서 임명한다. 최고인민검찰원은 하급의 인민 검찰원을 지휘 감독한다. 최고인민검찰원에 대응하는 사법 기관으로 최고인민법원이 있다.

## 역대 최고인민검찰원장
- 뤄룽환 (羅榮桓) - 1954년 9월 ~ 1959년 4월
- 장딩청 (张鼎丞) - 1959년 4월 ~ 1975년 1월
- 황훠칭 (黄火青) - 1978년 3월 ~ 1983년 6월
- 양이천 (杨易辰) - 1983년 3월 ~ 1988년 4월
- 류푸즈 (刘复之) - 1988년 4월 ~ 1993년 3월
- 장쓰칭 (张思卿) - 1993년 ~ 1998년
- 한주핀 (韩杼滨) - 1998년 ~ 2003년
- 지아춘왕 (贾春旺) -  2003년 ~ 2008년
- 차오젠밍 (曹建明) - 2008년 ~ 2018년
- 장쥔 (张军) - 2018 ~ 현재

## 같이 보기
- 중화인민공화국 최고인민법원